# Дедумос II
Джеднеферра Дедумос II (егип. Ḏd-nfr-Rˁ — Постоянный и совершенный Ра) — древнеегипетский фараон во время Второго переходного периода. По данным египтологов Кима Райхолта и Даррела Бейкера, Дедумос II был правителем фиванской XVI династии. Напротив, Юрген фон Бекерат, Томас Шнайдер и Детлеф Франке считают его фараоном XIII династии.

## Датировки

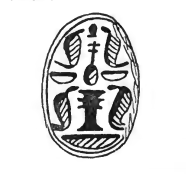
Оттиск скарабея Джеднефера, возможно, принадлежащего Дедумосу II

С именем Дедумоса II не связано точных дат, однако, согласно общепринятой египетской хронологии, его правление, вероятно, окончилось примерно в 1690 году до н. э..

## Сведения
Имя Джеднеферра Дедумоса II известно с гебелейнской стелы, хранящейся ныне в Каирском музее (CG 20533). На стеле сказано, что Дедумос принял царскую власть, а следовательно, мог приходиться сыном Дедумосу I, если заявление не часть пропаганды. Военное настроение текста, вероятно, отражает состояние постоянной войны в последние годы XVI династии, когда гиксосы вторглись на территорию Египта:
Хороший бог, возлюбленный Фивами; избранный Гором, кто увеличил [армию], кто появился, подобно лучу солнца, кто избран на царство обеих земель; кого восхваляют".
Людвиг Моренц полагает, что данный фрагмент на стеле «кто избран на царство» подтверждает спорную теорию Эдуарда Мейера об избрании некоторых фараонов.

## Тутимайос
Предпринимались попытки связать личности Дедумоса с историей о Тутимайосе или Тимайосе и его неудачном конфликте с гиксосами, рассказанной историком Иосифом Флавием. Однако связь между Дедумосом и Тутимайосом сомнительна и не подтверждается лингвистикой (Тутимайос скорее является производным от Джехутимоса) и историческими фактами. Скорее всего, путаница возникла из-за непонимания источника или текстовой ошибки.

## Другая хронология
Встречались ревизионистские попытки историка Иммануила Великовского и египтолога Дэвида Рола назвать Дедумоса II фараоном Исхода. Рол, в частности, пытался изменить взгляды на египетскую историю путём сокращения почти на 300 лет Третьего переходного периода в Египте. В результате, синхронизация с библейским повествованием изменилось, что сделало Дедумоса фараоном Исхода. Теория Рола, однако, не нашла поддержки среди большинства профилированных учёных.